# لیا مارا
لیا مارا (انگلیسی: Lya Mara؛ ۱ اوت ۱۸۹۷ – ۱ مارس ۱۹۶۰) یک هنرپیشه اهل آلمان بود.
از فیلم‌ها یا برنامه‌های تلویزیونی که وی در آنها نقش داشته‌است می‌توان به دانوب آبی اشاره کرد.